# イーキャリア
イーキャリアは、ソフトバンクグループ子会社であるSBヒューマンキャピタル株式会社が運営する転職情報サイトである。1999年10月にサービスを開始し、営業・エンジニア・クリエイターなどの職種の求人情報が掲載されており、同種のサービスとしては「リクナビNEXT」や「en転職」、「マイナビ転職」等がある。

## 概要
他の転職サイトと同じように、企業からの掲載料課金によって成立する、求人広告型の転職サイトである。オンライン面接機能など、新しい働き方に応じた機能によってこれら転職サイトと差別化を図っている。昨今では、ロンドンブーツ1号2号の田村亮を起用し、WebCMなどを展開している。

## 沿革
1999年10月に新卒・中途両方の情報を掲載する就職情報サイト「イーキャリア」としてサービスを開始した。当時の運営会社はサービス名と同じイーキャリア株式会社であった。2000年10月には転職情報サイト「イーキャリア」としてリニューアルオープン。新卒採用情報は「就活ポラリス」としてサービスを分割することとなった。2007年11月には当時成長分野であったインターネット業界における転職情報を集約した「イーキャリアプラス」を姉妹サイトとしてオープンした。現在ではサービス統合されている。
2014年12月に、日本プロ野球選手会と共同で、プロ野球選手のセカンドキャリアを支援する「イーキャリアNEXTFIELD」をリリース。
2015年5月に日本バスケットボール選手会と協力しバスケットボール選手のセカンドキャリア支援も開始した。
2020年11月に、新型コロナウイルス感染症による雇用情勢悪化を鑑み、大阪府が設立した再就職・転職希望者の早期就転職を実現する「OSAKA求職者支援コンソーシアム」に参画。

## プロモーション
サービス開始当初、ザ・ドリフターズのいかりや長介を起用し、「つぎ、いってみよう」というキャッチコピーでプロモーション展開をしていたが、その後はタレント起用を行う大々的な広告は展開せず、Web上でのプロモーションを主軸に展開していた。2020年4月からロンドンブーツ1号2号の田村亮を起用したWebCMを展開するなど、再びタレント起用したプロモーションを行っている。